# Acanthodactylus lineomaculatus
Acanthodactylus lineomaculatus este o specie de șopârle din genul Acanthodactylus, familia Lacertidae, ordinul Squamata, descrisă de Auguste Henri André Duméril și Bibron 1839. Conform Catalogue of Life specia Acanthodactylus lineomaculatus nu are subspecii cunoscute.